# 성녀 루치아 축일

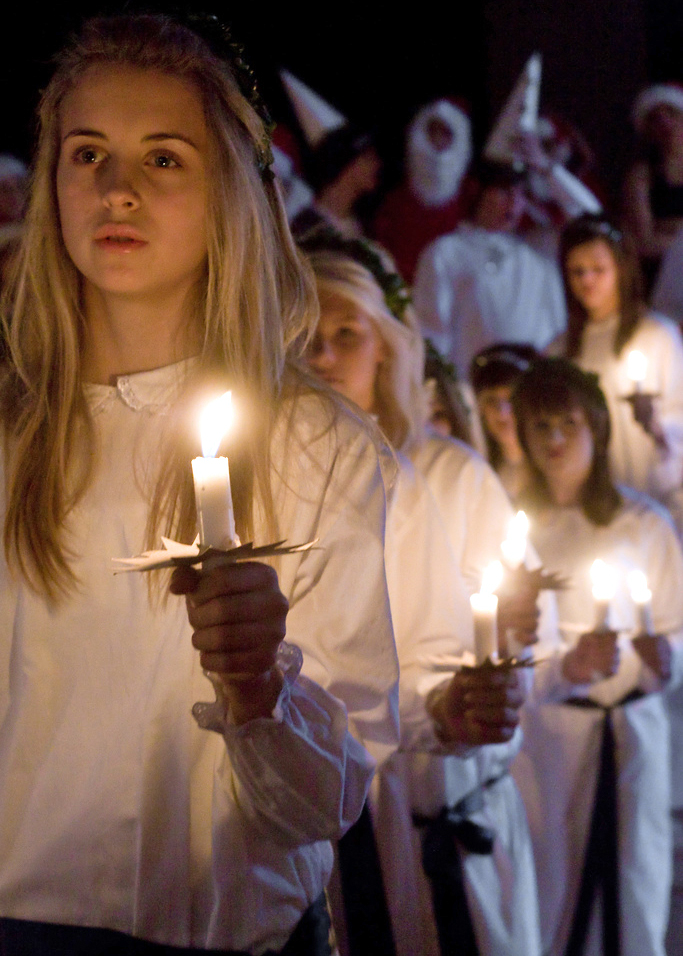

성녀 루치아 축일은 스칸디나비아 지역의 명절로 12월 13일로 겨울 동지에 젊은 여성을 골라 하얀색 옷을 입히고 피를 상징하는 붉은 허리 띠를 두르게 한다. 왕관 혹은 촛불 화환(현대에는 전기)을 쓰는데 겨울을 쫓아 내고 해를 다시 불러들이는 역할을 한다.

## 같이 보기
- 동지
- 크리스마스